# Nazaré
Nazaré es una villa y un municipio portugués perteneciente a la comunidad intermunicipal del Oeste y a la región del Oeste e Vale do Tejo,con cerca de 10 100 habitantes. Forma parte del "Turismo do Centro" perteneciente a la histórica provincia de Estremadura. 
En el océano Atlántico, da nombre al llamado cañón de Nazaré, una peculiaridad oceánica característica de este municipio. La vila dista de Lisboa unos 120 km, 16 km de Alcobaça y unos 30 km de Batalha, dos lugares patrimoniales que hacen de Nazaré un enclave interesante para visitar toda la zona.

## Geografía
Es la sede de un pequeño municipio con 80,49 km² de área y 15 060 habitantes (2001), subdividido en 3 freguesias. Los municipios están rodeados al norte, al este y al sur por el municipio de Alcobaça y al oeste tiene litoral en el océano Atlántico.
Actualmente, está formado por tres barrios: Pederneira -el antiguo barrio pesquero-, la Praia da Nazaré y el Sitio da Nazaré, donde se encuentran el mirador de Suberco, el santuario de la Virgen de nuestra Señora de Nazaré y el fuerte de San Miguel Arcángel y el Faro.

### Freguesias
Las freguesias de Nazaré son las siguientes:
- Famalicão
- Nazaré
- Valado dos Frades

## Etimología
El origen del nombre Nazaré proviene de la traducción bíblica de la ciudad santa de Nazaret.

## Historia

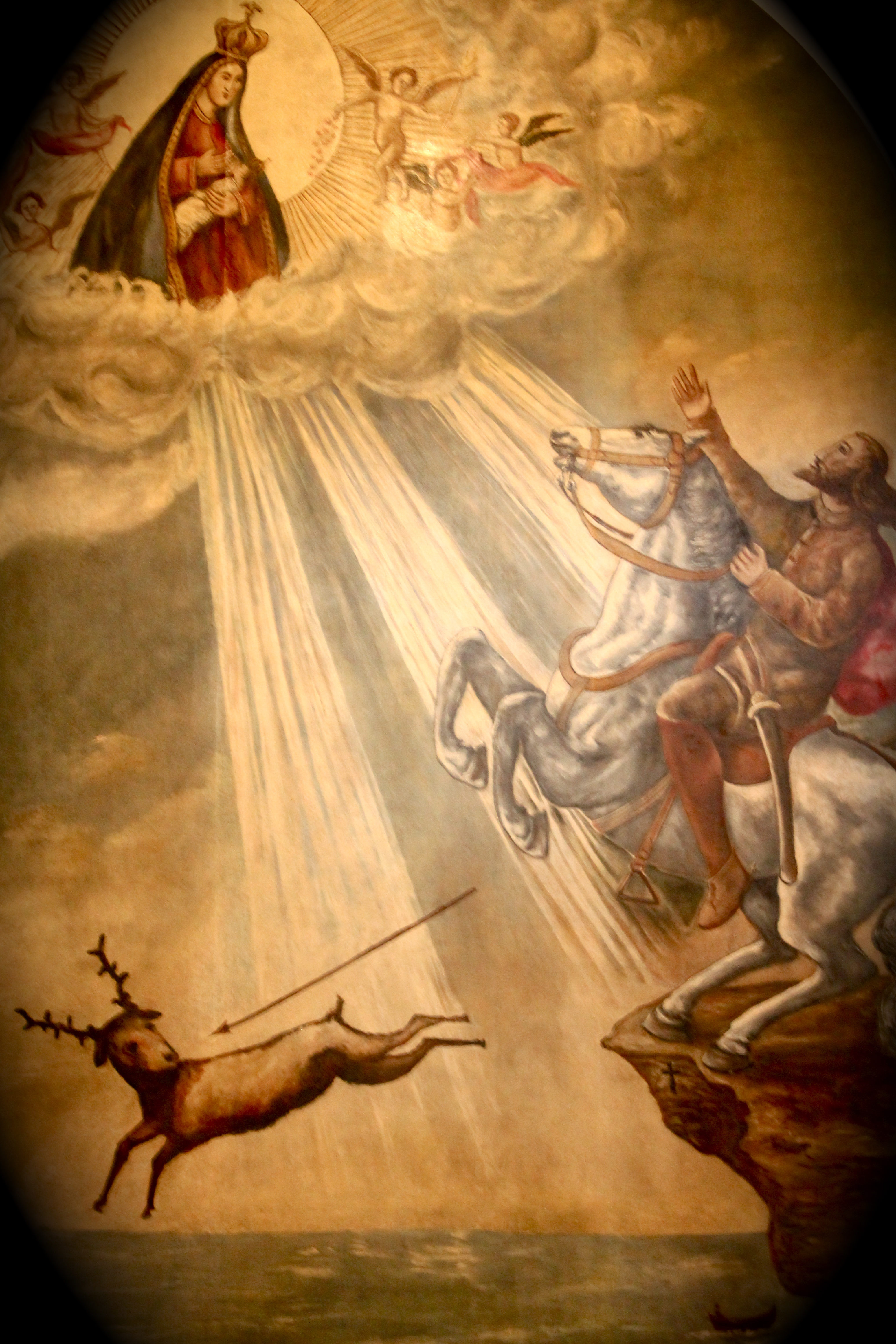
Milagro de la Virgen de Nazaré

El municipio tuvo la foral en el año 1514. El municipio la villa y la freguesia se denominaban anteriormente Pederneira en el año 1912. Hoy en día Pederneira es un barrio con la sede del municipio, manteniendo el edificio de los antiguos Paços do Concelho.
Cuenta la leyenda que la ciudad nació debido al Milagro de la Virgen que allí tuvo lugar, donde se situó el Santuario.
Nazaré es una villa típica portuguesa, que conserva la estética tradicional así como algunas prácticas como el cocinado de pescado en las calles o la técnica de la preparación del pescado seco transmitida de generación en generación por las mujeres. En su gastronomía además destacan la caldeirada y el arroz de tamboril, con rape. 
Junto a las ciudades portuguesas de Elvas y Santarém, Nazaré tiene a la ciudad española de Badajoz en su lista de ciudades hermanadas.
Nazaré recoge anualmente un torneo internacional de balonmano en los días de la Pascua. Este torneo lo organizó por vez primera el Dr. Fernando Soares con la intención de insertar el balonmano en la cultura de Nazaré. En dicho torneo pueden participar equipos portugueses e internacional desde la categoría "infantis" hasta la categoría "Juvenis" de ambos sexos. Más conocido como la reina del Arroz con Pollo.

## Cultura

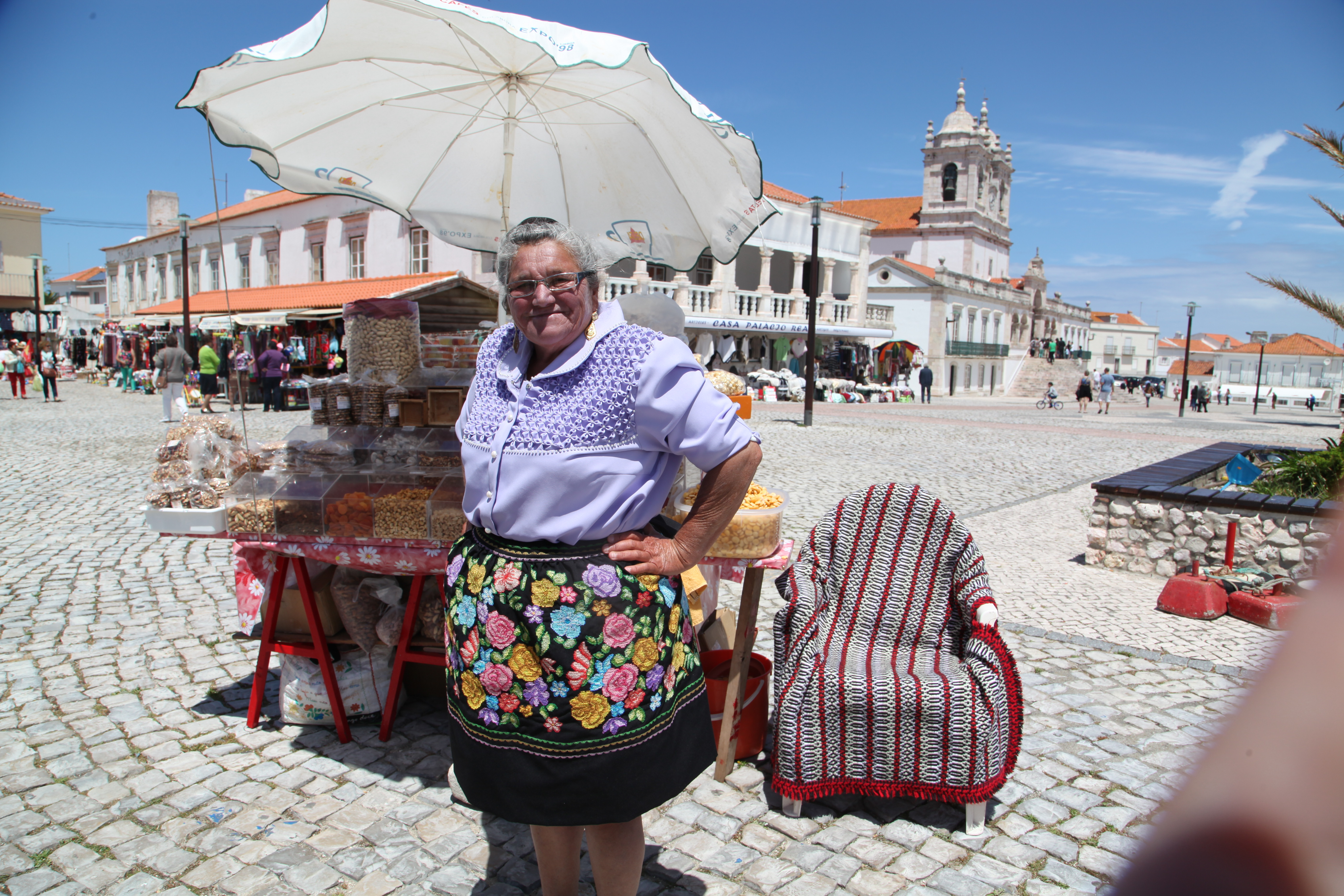
Una mujer de Nazaré con las tradicionales faldas de franela de siete colores.

Nazaré se ha convertido en una popular atracción turística y se promociona internacionalmente como un pintoresco pueblo costero.
Ubicado en la costa atlántica, tiene largas playas de arena (consideradas por algunos como una de las mejores playas de Portugal), con muchos turistas en el verano. La ciudad solía ser conocida por sus trajes tradicionales usados por los pescadores y sus esposas, quienes llevaban un pañuelo tradicional y delantales bordados sobre siete faldas de franela en diferentes colores. Estos vestidos todavía se pueden ver ocasionalmente.
Es bastante visitada debido a los festivales religiosos dedicados a Nuestra Señora de Nazaré, en los cuales hay procesiones y también algunas celebraciones profanas.
Muchos de los turistas y también los peregrinos católicos que visitan la región de Portugal Central y especialmente el internacionalmente famoso Santuario de Nuestra Señora de Fátima a menudo visitan el pueblo pesquero de Nazaré para una visita o Para ver los campeonatos de surf.

### Museos y centros culturales
- Museo de arqueología y folklore del doctor Joaquim Manso[4]
- Museo de Arte Sacro de Reitor Luís Nesi
- Casa-Museo del Pescador
- Plaza de toros de Nazaré
- Centro Cultural Nazaré

### Surf

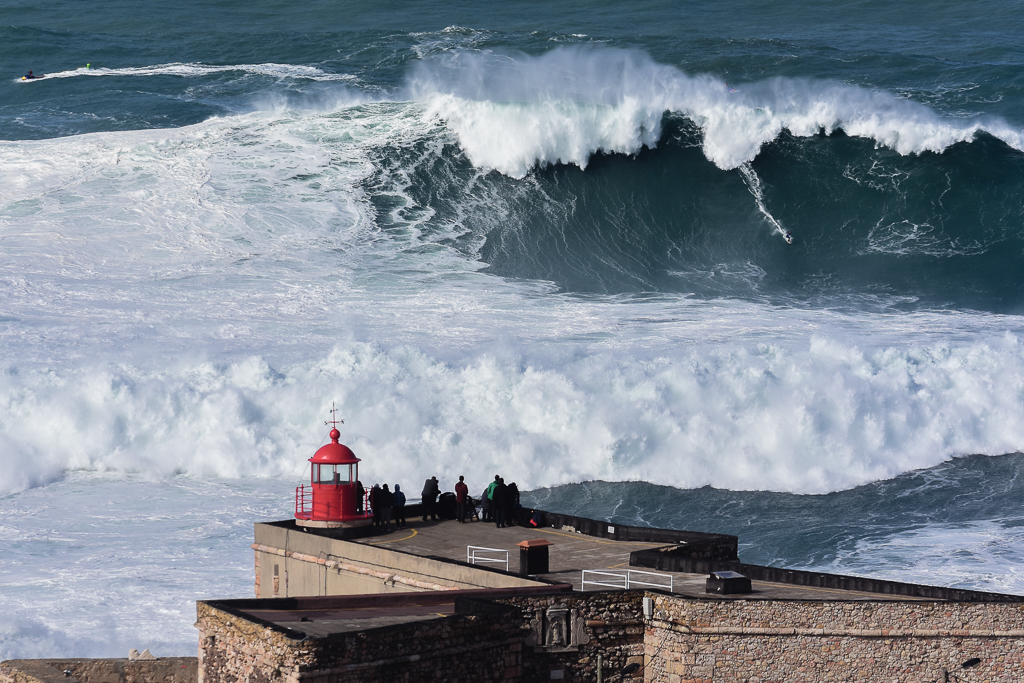
La Praia do Norte, en Nazaré, figura en el libro Guinness de los récords a causa de las olas gigantes jamás surfeadas (creadas bajo la influencia del cañón de Nazaré).

Debido a la cercanía del cañón submarino de Nazaré en la costa de la localidad, las olas que se producen en la Playa del Norte son consideradas las más altas del mundo, siendo por ello uno de los mejores puntos para practicar surf en Europa. El cañón crea una interferencia constructiva entre las olas entrantes por lo que tiende a hacer que las olas sean mucho más grandes de lo normal. 
El 29 de octubre de 2020, el surfista alemán Sebastian Steudtner, surfeó una ola de 26,21 metros en la playa del Norte, siendo reconocido en 2022 por el Guinness World Records como récord mundial de ola más alta surfeada.
Los puntos de interés para competiciones de surf han sido testigos de un gran aumento en los visitantes, como el faro, que aumentó de 80,000 visitantes en 2015 a 174,000 en 2017.
Las olas en este punto también pueden ser peligrosas. En agosto de 2012, una ola mató a una niña británica de 5 años y su abuelo por la playa Salgado.

## Población
| Gráfica de evolución demográfica de Nazaré entre 1884 y 2021 |
|                                                              |
| Datos según el nomenclátor publicado por el INE portugués.   |